# Comitato paralimpico tunisino
Il comitato paralimpico tunisino è un comitato paralimpico nazionale per lo sport per disabili della Tunisia.